# Municipio de Manilla
El municipio de Manilla (en inglés: Manilla Township) es un municipio ubicado en el condado de Cavalier en el estado estadounidense de Dakota del Norte. En el año 2010 tenía una población de 83 habitantes y una densidad poblacional de 0,89 personas por km².

## Geografía
El municipio de Manilla se encuentra ubicado en las coordenadas 48°45′41″N 98°16′38″O / 48.76139, -98.27722. Según la Oficina del Censo de los Estados Unidos, el municipio tiene una superficie total de 93.34 km², de la cual 92,53 km² corresponden a tierra firme y (0,86 %) 0,8 km² es agua.

## Demografía
Según el censo de 2010, había 83 personas residiendo en el municipio de Manilla. La densidad de población era de 0,89 hab./km². De los 83 habitantes, el municipio de Manilla estaba compuesto por el 95,18 % blancos, el 3,61 % eran amerindios y el 1,2 % eran de una mezcla de razas. Del total de la población el 0 % eran hispanos o latinos de cualquier raza.